# Mannosa

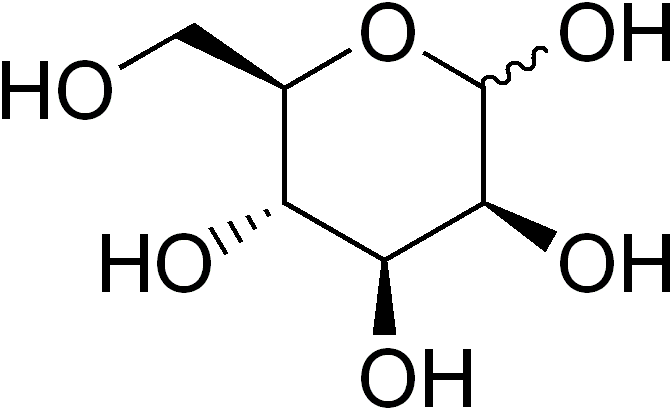
Estructura química de la Mannosa.

La mannosa és un sucre simple (monosacàrid) que es troba formant part d'alguns polisacàrids de les plantes (com el mannà, el glucomannan, etc.), i en algunes glucoproteïnes animals.
Pertany al grup de les hexoses, que són monosacàrids (glúcids simples) formats per una cadena de sis àtoms de carboni. Presenten la fórmula general C₆H₁₂O₆ i tenen com a principal funció produir energia. Un gram de qualsevol hexosa produeix unes 4 quilocalories d'energia. La fórmula empírica és idèntica a la de la glucosa, de la qual es diferencia perquè n'és un epímer en el carboni número 2, és a dir, que el grup d'alcohol d'aquest carboni apunta a l'esquerra en la fórmula lineal i apunta amunt en la forma cíclica.